# Srednje Mokrice
Srednje Mokrice es una localidad de Croacia situada en el municipio de Petrinja, en el condado de Sisak-Moslavina. Según el censo de 2021, tiene una población de 23 habitantes.

## Demografía
| Gráfica de población de Srednje Mokrice 1857-2021                  |
|                                                                    |
| Según los censos de población de la Oficina de Estadísticas Croata |